# 우치우라만

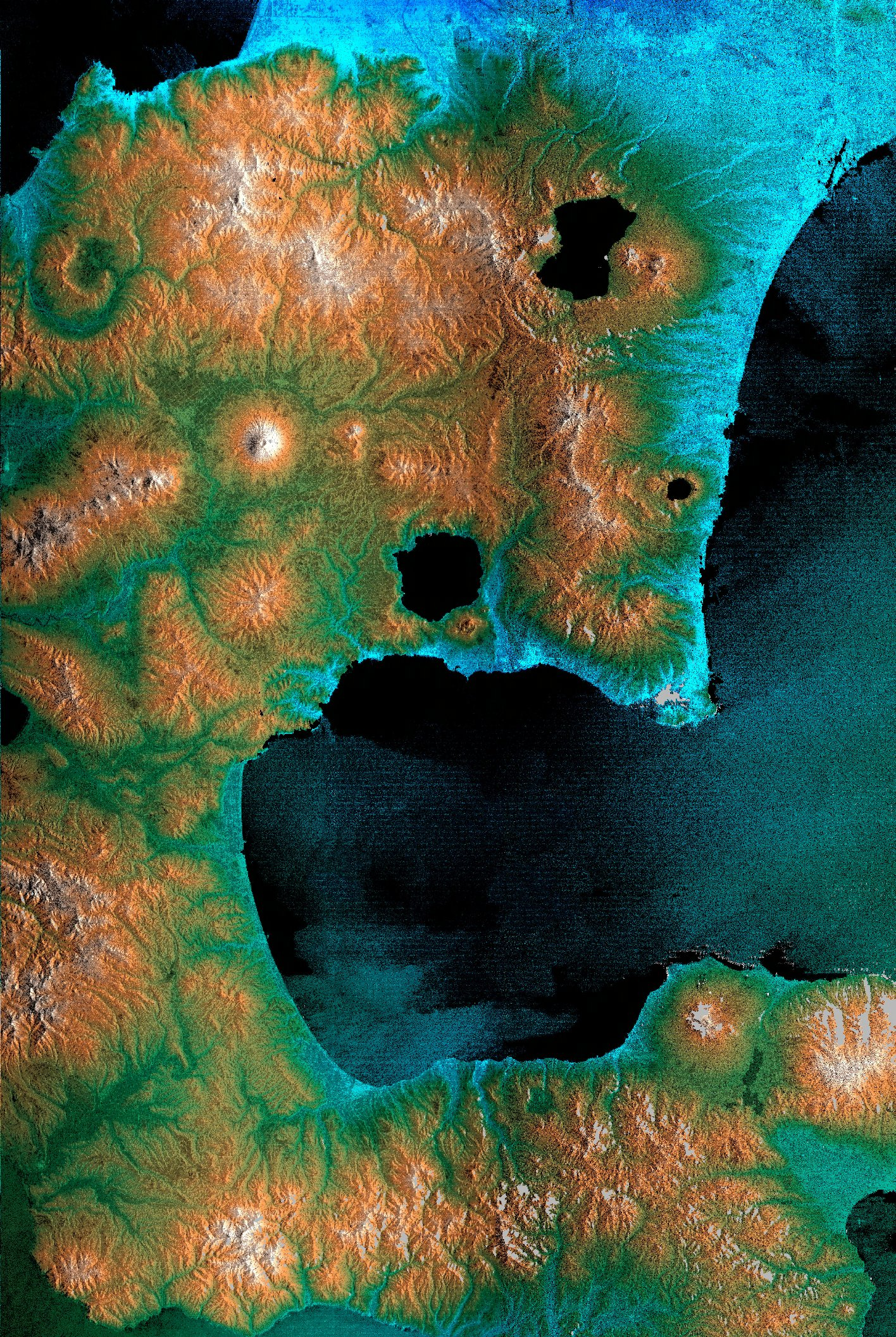
우치우라만

우치우라만(일본어: 内浦湾)은 일본의 홋카이도 남서부에 있는 만이다. 분화만(일본어: 噴火湾)라고도 불린다.
| 오시마반도 마쓰마에반도→ ←가메다반도 하코다테평야↓ 우치우라만 쓰가루 해협 ↓오쿠시리섬 ↑오시마섬 ←고지마섬 ←시모키타반도 홋카이도섬 혼슈섬 |